# Holland Beker Wedstrijd Vereeniging

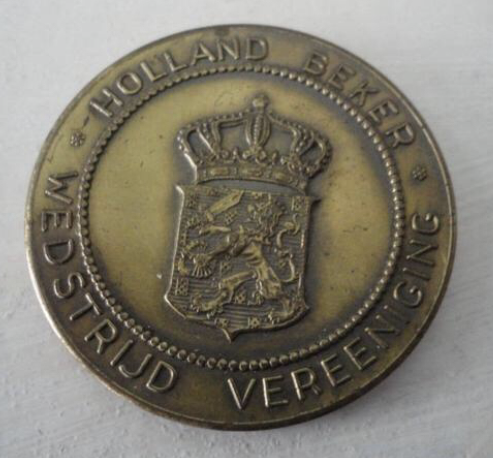
Medaille uitgereikt tijdens de wedstrijden van de Holland Beker Wedstrijdvereeniging voor de overige nummers. Model 1970

De Holland Beker Wedstrijd Vereeniging is een Nederlandse roeivereniging opgericht in 1886.

## Geschiedenis

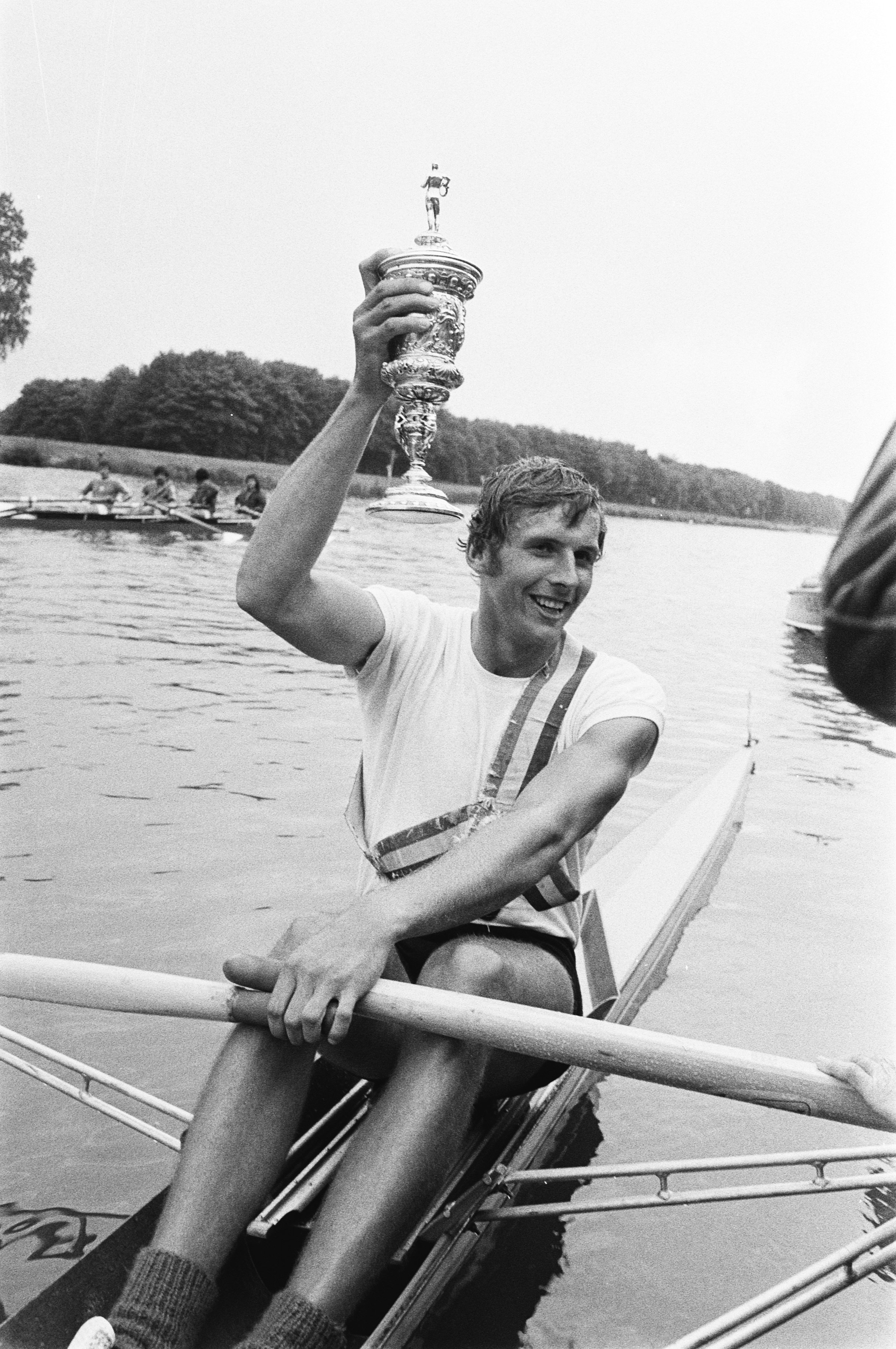
Rüdiger Reiche met Holland Beker, 1972

De vereniging werd opgericht onder de naam "Comité voor het Championaat van Nederland voor liefhebbers in Single Sculling Outriggers"  na aanbeveling hiertoe door Th.A. van den Broek. Het eerste uitvoerend comité bestond uit de heren P.A. Bundten, G. baron De Salis en Joh.H. Schmitz. De eerste wedstrijd georganiseerd door het comité vond plaats op 25 september 1886. Deze wedstrijden werden op de Amstel in Amsterdam gehouden. In 1912 veranderde het comité zijn naam in "Holland Beker Wedstrijd Vereeniging". Sedert 1937 worden de wedstrijden op de "olympische roeibaan" de Bosbaan in Amsterdam gehouden. Sinds de oprichting heeft de wedstrijd jaarlijks plaatsgevonden, met uitzondering van de jaren 1940-1945. De winnaar van de wedstrijd krijgt een zilveren wisselbeker (de Holland Beker) overhandigd met een sjerp in de kleuren van de Nederlandse vlag met zilveren gesp en een gouden medaille als permanent aandenken. Deze wisselbeker behoort tezamen met de "Diamond Sculls" te winnen op de Henley Royal Regatta in Engeland tot de meest begeerde klassiekers van het skiff-roeien. De wedstrijd is onderdeel van de internationale roeiregatta Koninklijke-Holland Beker en is erkend door de internationale roeifederatie Fédération Internationale des Sociétés d'Aviron (FISA). Bekende Nederlandse winnaars zijn olympisch kampioenen Jan Wienese (1965, 1966), Ronald Florijn (1983) en Nico Rienks (1989).

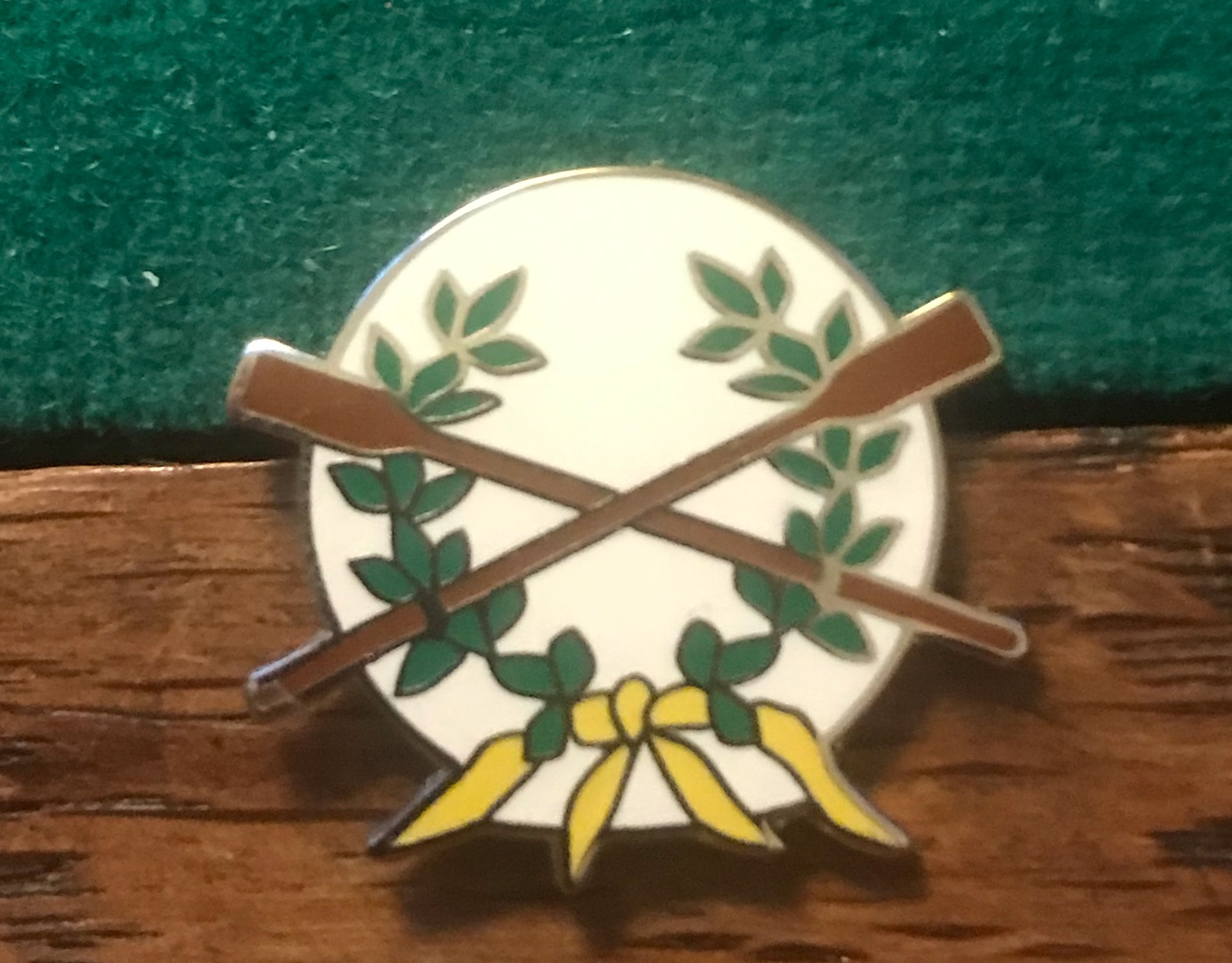
Insigne voor Leden van de Holland Beker Wedstrijd Vereeniging

In 1894 werd een nummer voor junioren aan het programma toegevoegd waarvoor in 1911 een beker werd ingesteld die tot 1952 werd verroeid. In 1988 werd deze beker bestemd door het nummer voor damesskiff de Ladies Trophy. De Nederlandse winnares van het brons in de dubbel twee Irene Eijs op de Olympische Spelen van 1996 was in 1995 de eerste Nederlandse winnares gevolgd door de zilveren medaille winnares op de Olympische Spelen van 2016 Inge Janssen in 2017.